# John Mowbray, 4. hertug af Norfolk
John Mowbray, 4. hertug af Norfolk, KG (18. oktober 1444 – 14. januar 1476), kendt som 1. jarl af Surrey mellem 1451 og 1461, var den eneste søn af John de Mowbray, 3. hertug af Norfolk og Eleanor Bourchier. Hans bedsteforældre på sin moders side var William Bourchier, greve af Eu og Anne af Gloucester.
I 1451 blev Jarldømmet Surrey genskabt for ham. Mowbray nedstammede fra en søster til den sidste jarl i den foregående skabelse.
I 1461 efterfulgte han sin far som 4. hertug af Norfolk og arvelig Earl Marshal. Han fortsatte sin fars bestræbelser på at besidde Caister Castle og indtog den endelig i september 1469 efter en belejring. John Paston havde arvet Caister fra John Fastolf i 1459 og var ansvarlig for forsvaret af den. Selvom Paston havde været i Mowbrays tjeneste i flere år, viste Mowbray en bemærkelsesværdig hensynsløshed i sin gennemførelse af belejringen, hvor en Daubenay, en mangeårig Paston-tjener, blev dræbt. Under pres fra kirken tillod Norfolk i det mindste de andre forsvarere en sikker passage. I 1476, inden for en dag efter Norfolks død, tog Paston-familien Caister Castle tilbage igen.
Norfolk blev slået til ridder af Hosebåndsordenen i 1472. Han døde meget pludseligt efter tilsyneladende at have været ved godt helbred dagen forinden.
Han giftede sig med Elizabeth Talbot, datter af John Talbot, 1. jarl af Shrewsbury og hans anden hustru Lady Margaret Beauchamp. De fik kun ét barn, Anne Mowbray, 8. grevinde af Norfolk, og derfor uddøde oprettelsen af hertugdømmet af 1397 ved hans død. Anne, der kun var 3 år gammel, da hendes far døde, arvede jarldømmet og hans omfattende lande og rigdom.
Hertugdømmet ville blive genskabt i 1481 og igen i 1483. Oprettelsen fra 1483 har overlevet til i dag på trods af to perioder, hvor det var nedlagt.